# Chlorophytum nepalense
Chlorophytum nepalense är en sparrisväxtart som först beskrevs av John Lindley, och fick sitt nu gällande namn av John Gilbert Baker. Chlorophytum nepalense ingår i släktet ampelliljor, och familjen sparrisväxter. Inga underarter finns listade i Catalogue of Life.